# Hedysarum macrocarpum
Hedysarum macrocarpum är en ärtväxtart som beskrevs av Korotkova. Hedysarum macrocarpum ingår i släktet buskväpplingar, och familjen ärtväxter. Inga underarter finns listade i Catalogue of Life.